# Сирас, Амаяк
Амаяк Сирас (арм. Հմայակ Սիրաս, настоящее имя — Амаяк Саакович Восканян, 15 февраля 1902, Агры — 14 августа 1983, Ереван) — армянский советский писатель. Заслуженный деятель культуры Армянской ССР.

## Биография
Родился в семье ремесленника.
В 1915 году переехал с семьёй родителей в Тифлис. Работал наборщиком.
С 1921 года жил в Ереване.
В 1932 году окончил Московский коммунистический институт журналистики. Работал редактором газет и журналов, ответственным секретарем правления СП Армении.
Участник Великой Отечественной войны. Редактор-переводчик Управления агитации и пропаганды ГлавПУ РККА, майор

## Творчество

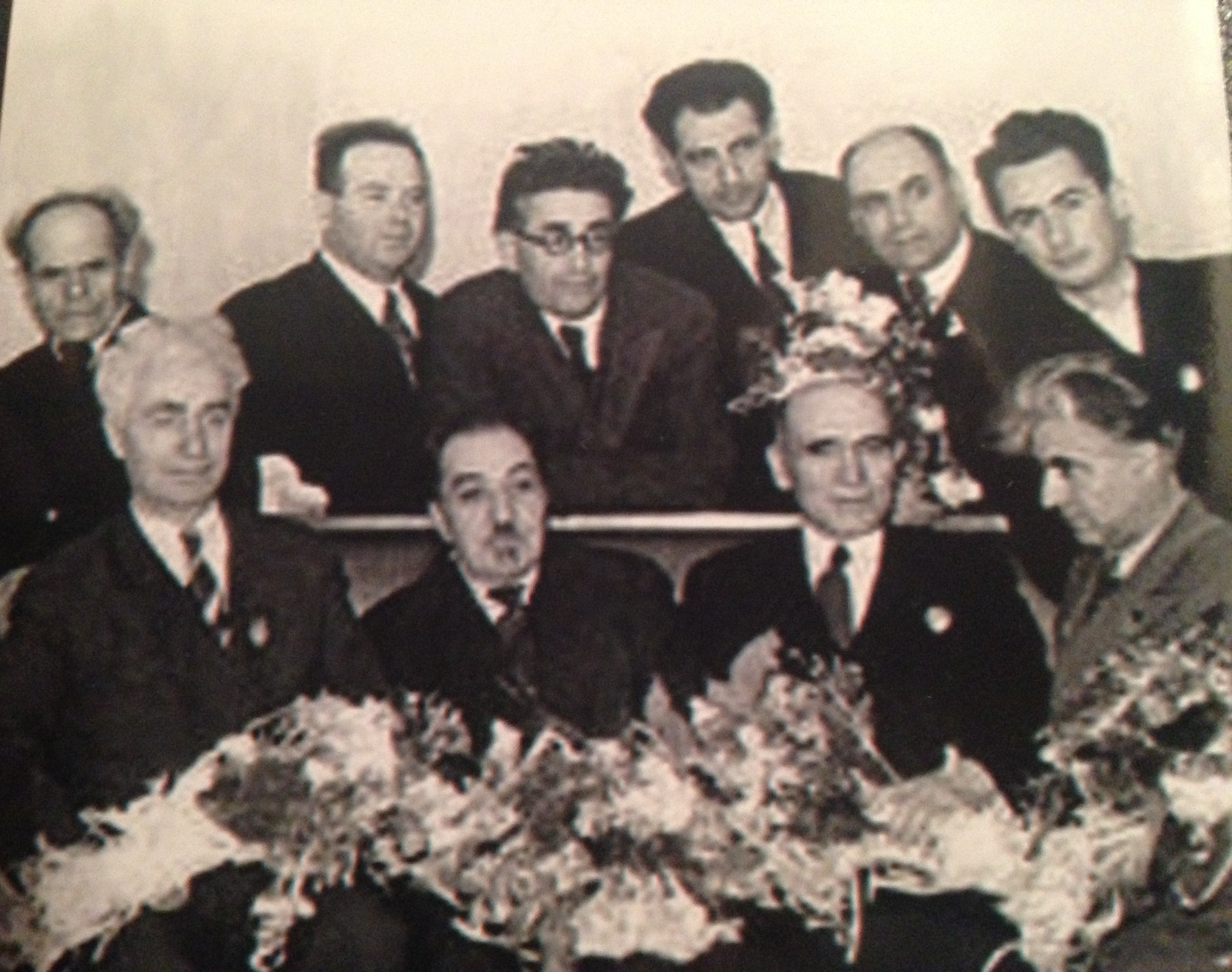
Писатели Армении. 1947 год. Сирас стоит, второй слева

Печатался с 1922 года, первый — рассказ «Бурлящий котёл». В ряде произведений использовал фольклорные сюжеты, их образный строй и мотивы.
В 1931 вышел роман «Спросите их» («Арцрек нранц») о рабочем движении в Закавказье накануне Октябрьской революции 1917 года. В 1954 роман переработан и переиздан под названием «Накануне» («Нахорякин»). В 1934 году опубликованы сборники рассказов «Тоска по жизни» («Кянки кароты»). В повести «Весенние цветы» («Гарнан цахикнер», 1924) и в романе «Анаит» (1940) показана повседневная жизнь советских людей, проблемы семьи, любви, морали.
В романе «Отец и сын» («Айр ев ворди», 1946) описаны ратные подвиги и дружба советских воинов в годы Великой Отечественной войны. Летопись боевого пути Таманской дивизии от Кавказских гор до Берлина художественно изображена в романе «Арарат» (1950). Автор сборников очерков «Братство» («Ехбайрутюн», 1951).
В 1958—1960 издано собрание сочинений в 4 томах.

## Память

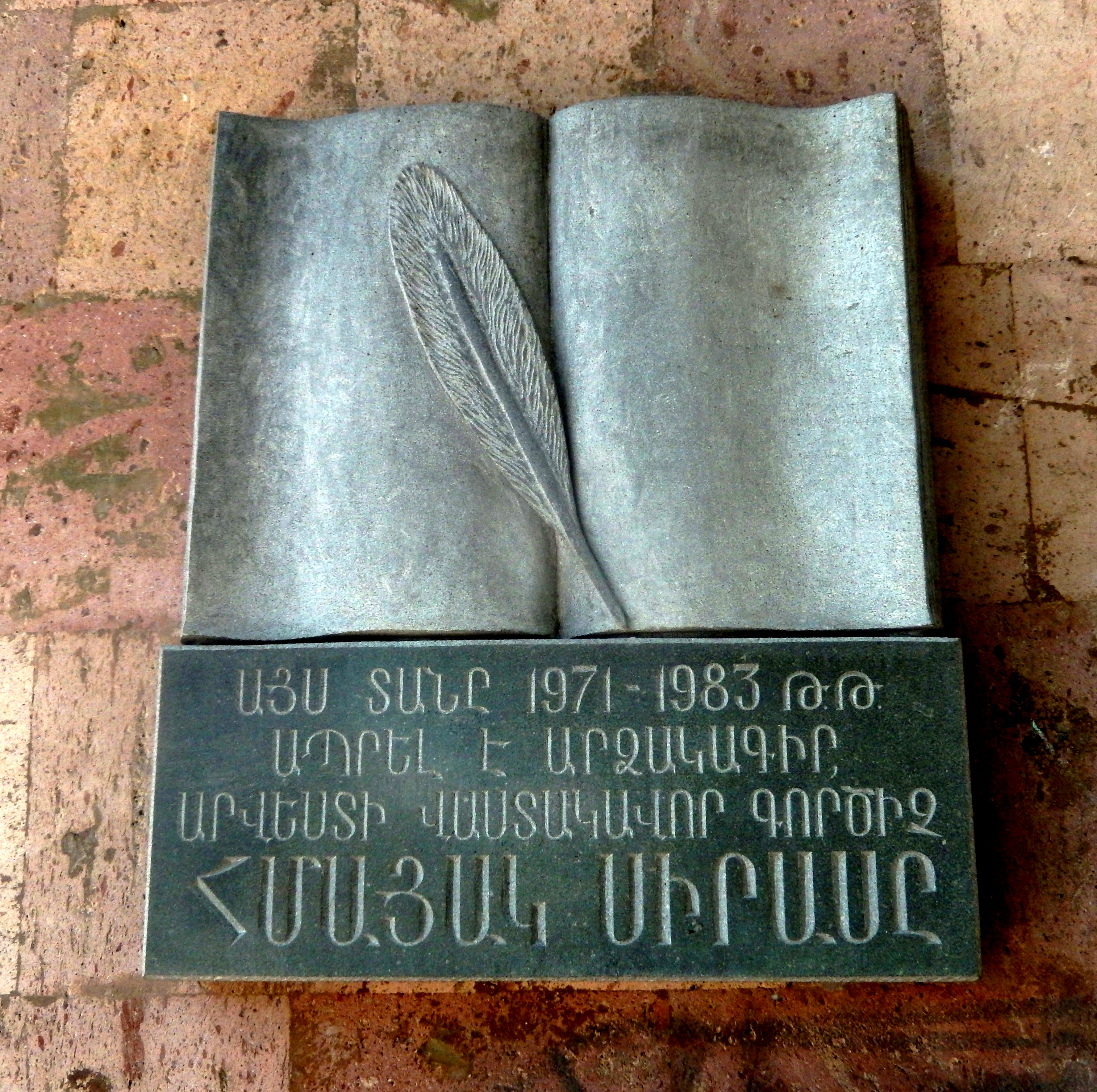
Мемориальная доска в Ереване. Проспект Комитаса